# Ски курорт
Ски курортите са пригодени или специално построени за практикуване на ски спорт селища или само курорти.
Различават се четири поколения ски курорти:
1. Развил се за ски-цели съществувал курорт или село;
2. Възникнал на подходящо за ски място сред природата;
3. Специално и предварително планиран и проектиран на подходящо за ски място сред природата с цялостна инфраструктура;
4. Многофункционален и интерактивен, но предимно за ски спорт.